# پل حاجی عظیم

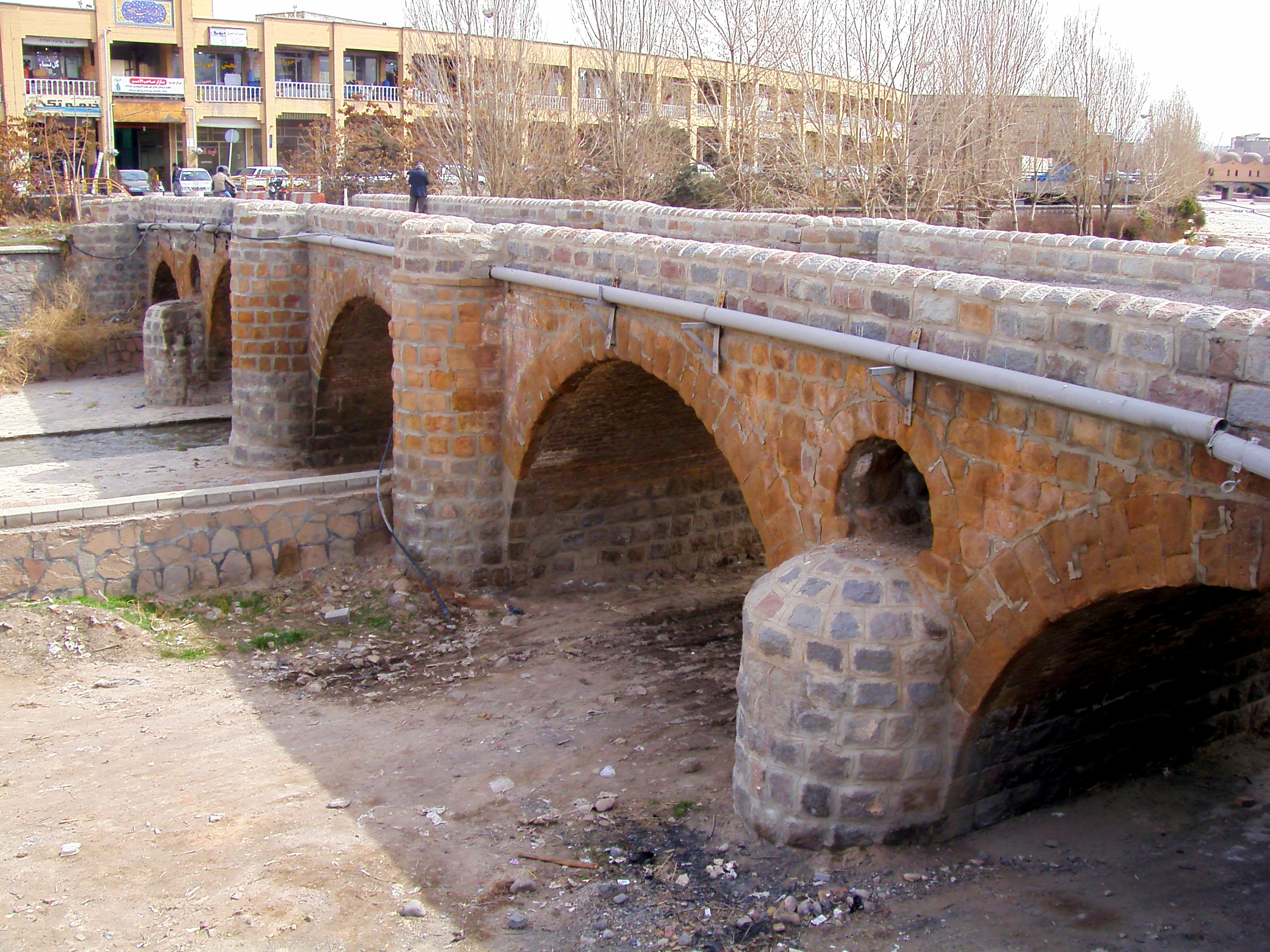

پل حاجی عظیم مربوط به دوره پهلوی است و در شهرستان تبریز، بخش مرکزی، انتهای خ راسته کوچه واقع شده و این اثر در تاریخ ۲۷ آبان ۱۳۸۵ با شمارهٔ ثبت ۱۶۵۱۶ به‌عنوان یکی از آثار ملی ایران به ثبت رسیده است.